# Збанулець
Збанулець — річка в Україні, у Косівському  районі Івано-Франківської області, права притока Прутця Чемигівського (басейн Дунаю).

## Опис
Довжина річки приблизно 3 км. Формується з багатьох безіменних струмків.

## Розташування
Бере початок на північному заході від Космача. Тече переважно на південний захід і впадає у Прутець Чемигівський, праву притоку Пруту.